# Manfredo Tafuri
Manfredo Tafuri (Roma, 1935 – Veneza, 1994) foi um historiador italiano de arquitectura.
Depois de se formar inicialmente em arquitectura, trabalhou no gabinete Architetti e Urbanisti Associati, e foi aluno de Ludovico Quaroni. Em 1966 vence o concurso para a catedra de Storia dell'Architettura em Roma e em 1968 transfere-se para Università IUAV em Veneza onde se torna director  do Istituto di Storia. O seu interesse pela investigação histórica ocupou a sua actividade, abrangendo  a arquitectura desde o renascimento até à época contemporânea. Foi militante do activo do Partido Comunista Italiano. Até à sua morte ensinou nas Universidade de Veneza.

## Livros e Textos de M. Tafuri
- Projecto e Utopia,
- Teorias e História da Arquitectura
- La Sfera y el Labirinto.
- La Arquitectura del Humanismo.